# Leichtathletik-Europameisterschaften 2018/Hochsprung der Männer

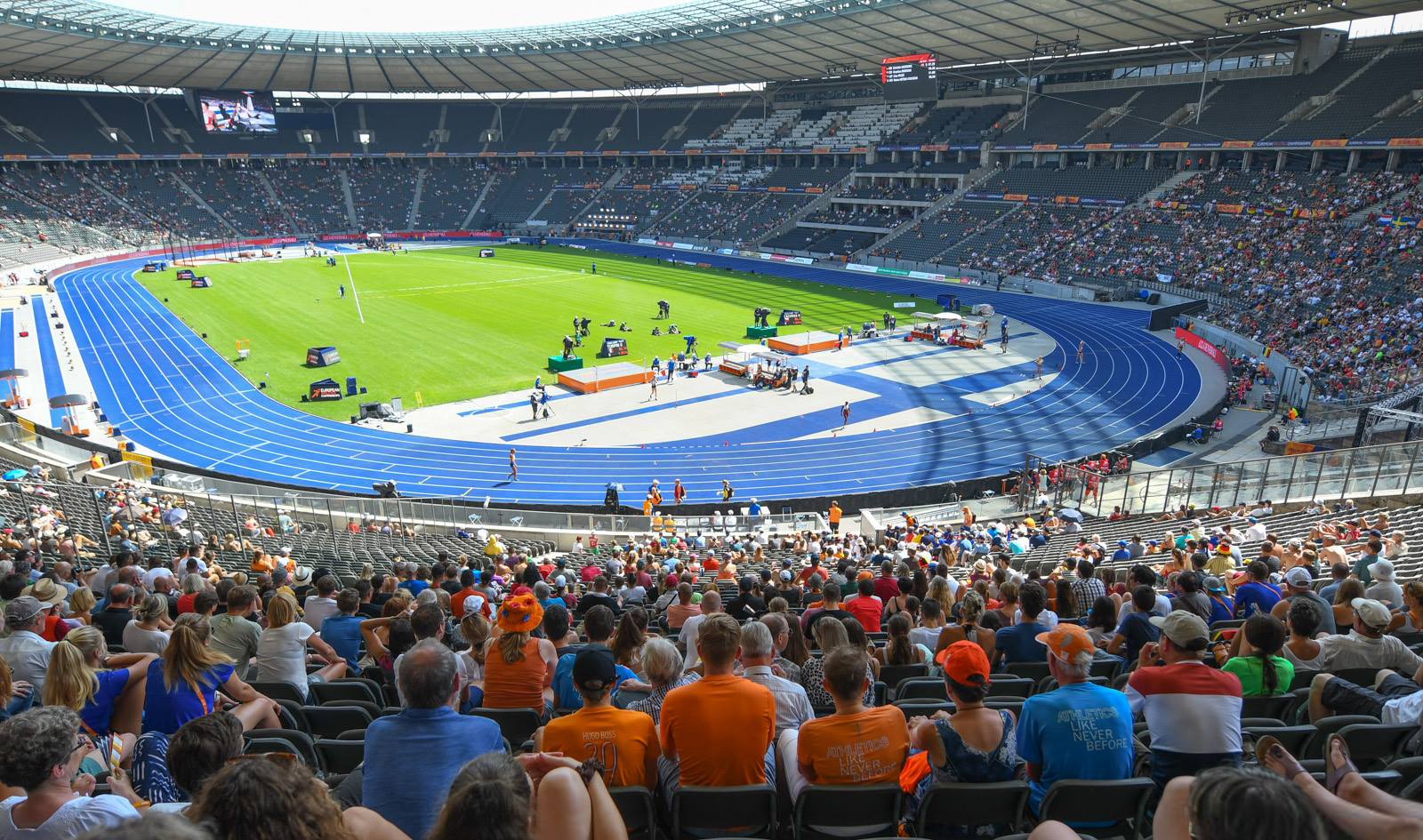
Das Berliner Olympiastadion am 9. August 2018

Der Hochsprung der Männer bei den Leichtathletik-Europameisterschaften 2018 fand am 9. und 11. August im Olympiastadion in der deutschen Hauptstadt Berlin statt.
Europameister wurde der Deutsche Mateusz Przybylko. Maksim Nedassekau aus Belarus gewann die Silbermedaille. Bronze ging an den unter neutraler Flagge startenden Russen Ilja Iwanjuk.

## Bestehende Rekorde
| Weltrekord           | 2,45 m | Javier Sotomayor  | Salamanca, Spanien    | 27. Juli 1993    |
| Europarekord         | 2,42 m | Patrik Sjöberg    | Stockholm, Schweden   | 14. Juni 2014    |
| Europarekord         | 2,42 m | Carlo Thränhardt  | Berlin, Deutschland   | 26. Februar 1988 |
| Europarekord         | 2,42 m | Bohdan Bondarenko | New York, USA         | 30. Juni 1987    |
| Meisterschaftsrekord | 2,36 m | Andrei Silnow     | EM Göteborg, Schweden | 9. August 2006   |

Anmerkung zum Europarekord:

Carlo Thränhardts oben genannter Europarekord wurde in der Halle erzielt. Inzwischen werden nach IWR 160, CR31.2 (Weltrekordkategorien) – in Verbindung mit IWR 160, CR31.13 (Hallenweltrekorde) in der Halle erzielte Rekorde als absolute Rekorde anerkannt.
Der bestehende EM-Rekord wurde bei diesen Europameisterschaften nicht erreicht. Die größte Höhe erzielte der deutsche Europameister Mateusz Przybylko im Finale mit 2,35 m, womit er nur einen Zentimeter unter dem Rekord blieb. Zum Europarekord fehlten ihm sieben, zum Weltrekord zehn Zentimeter.

## Legende
Kurze Übersicht zur Bedeutung der Symbolik – so üblicherweise auch in sonstigen Veröffentlichungen verwendet:
| –   | verzichtet                     |
| o   | übersprungen                   |
| x   | ungültig                       |
| PB  | Persönliche Bestleistung       |
| SB  | Persönliche Jahresbestleistung |
| e   | egalisiert                     |
| NM  | keine Höhe (no mark)           |
| ogV | ohne gültigen Versuch          |

### Qualifikation
9. August 2018, 19:30 Uhr MESZ
Die Qualifikation wurde in zwei Gruppen durchgeführt. Die Qualifikationshöhe betrug 2,27 m. Da kein Springer, diese Höhe überhaupt erst anging, als klar war, dass 2,25 m ausreichen würden, qualifizierten sich die aus beiden Gruppen zusammengerechnet mindestens besten zwölf Athleten für das Finale (hellgrün unterlegt). Schließlich erreichten zwölf Sportler, die 2,21 m ohne jeden vorherigen Fehlversuch übersprungen hatten, den Endkampf.

### Gruppe A

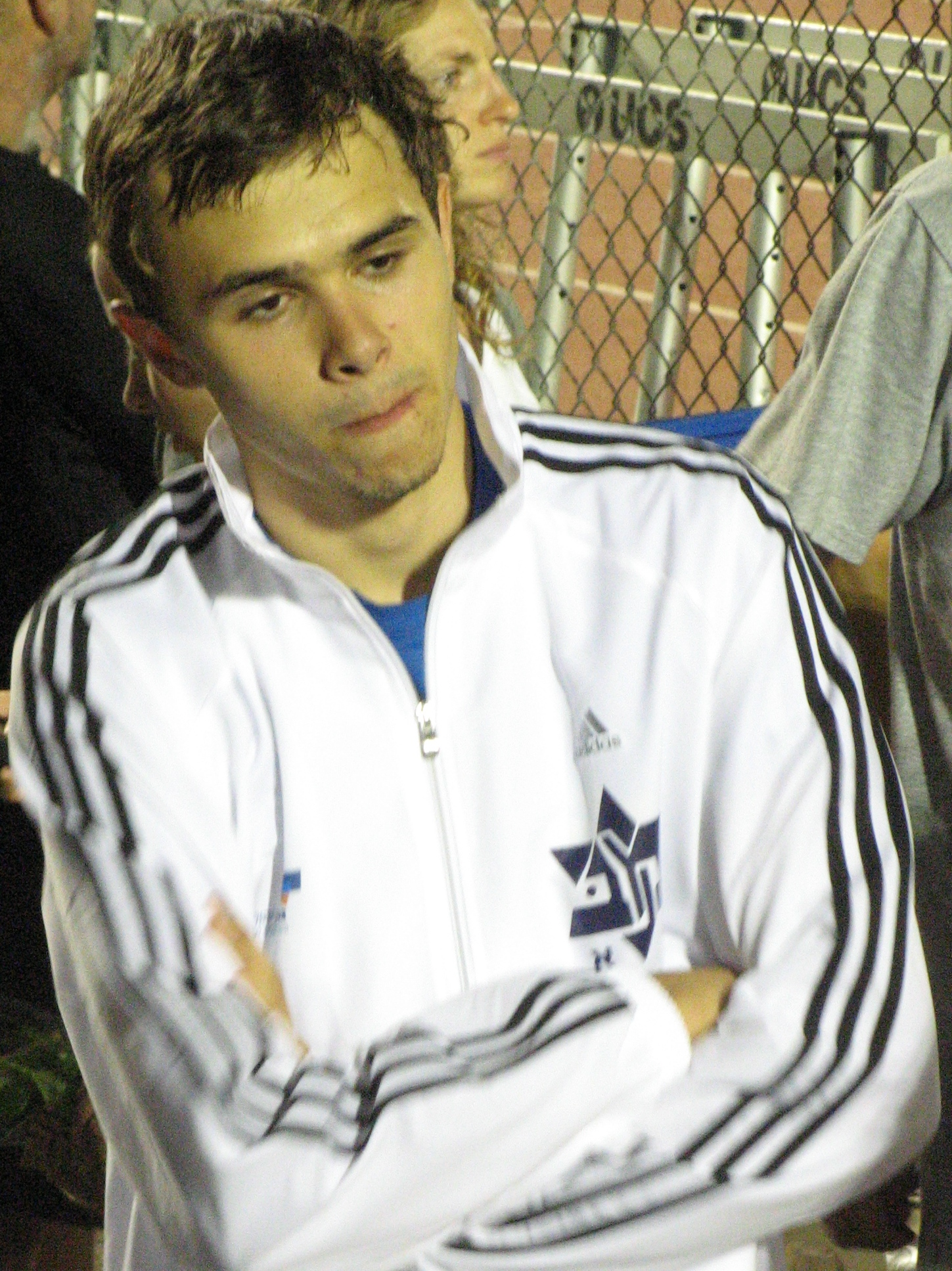
Seine beiden Fehlversuche bei 2,21 m verhinderten für Dmitry Kroyter die Finalteilnahme
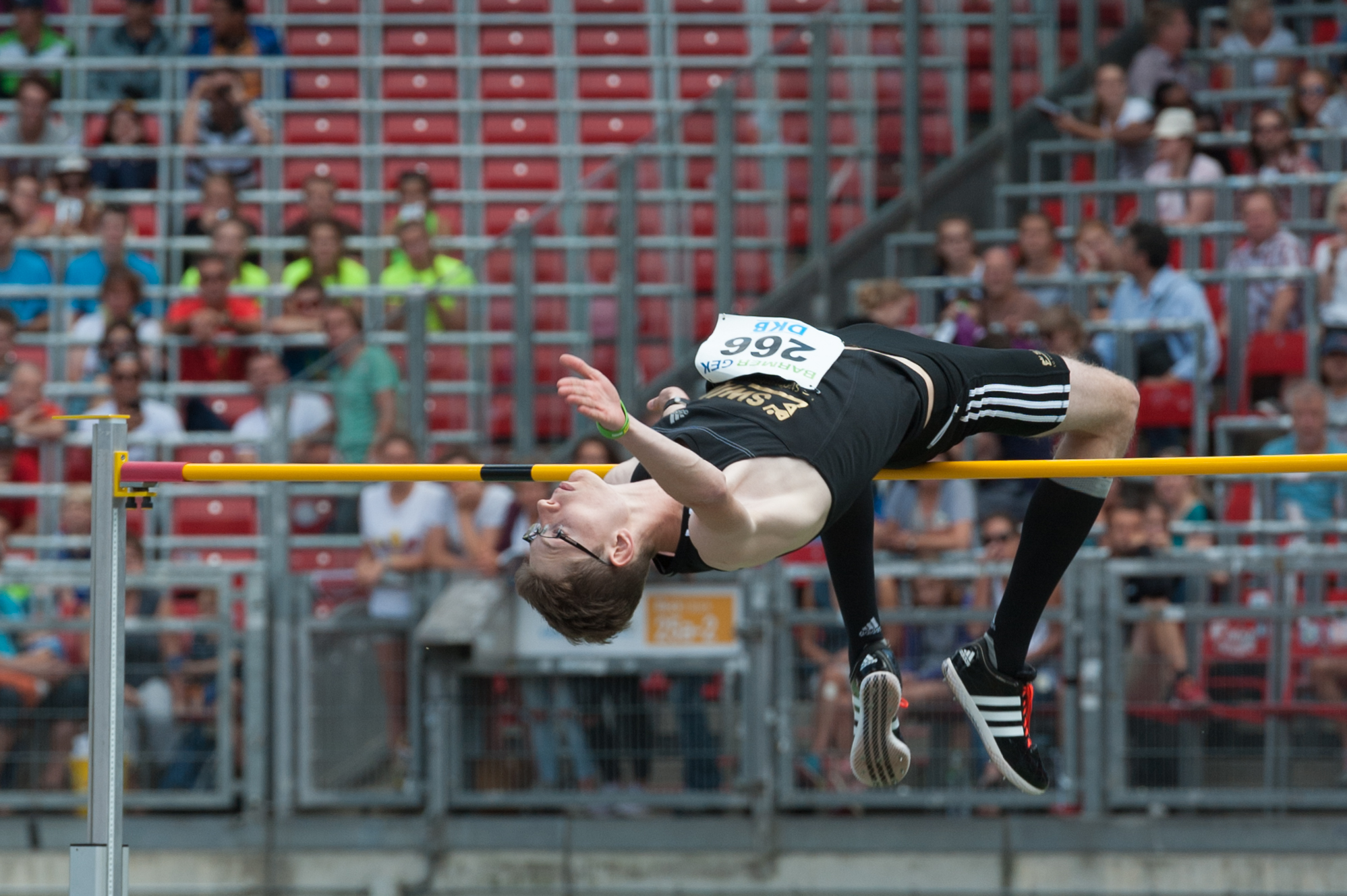
Tobias Potye scheiterte wegen seiner beiden Fehlversuche bei 2,21 m in der Qualifikation

| Platz | Athlet                 | Land           | Versuchsserie (m) | Versuchsserie (m) | Versuchsserie (m) | Versuchsserie (m) | Höhe (m) |
| Platz | Athlet                 | Land           | 2,11              | 2,16              | 2,21              | 2,25              | Höhe (m) |
| ----- | ---------------------- | -------------- | ----------------- | ----------------- | ----------------- | ----------------- | -------- |
| 01    | Mateusz Przybylko      | Deutschland    | o                 | o                 | o                 | o                 | 2,25     |
| 02    | Dmytro Demjanjuk       | Ukraine        | –                 | o                 | xxo               | o                 | 2,25     |
| 03    | Gianmarco Tamberi      | Italien        | –                 | o                 | o                 | xo                | 2,25     |
| 04    | Sylwester Bednarek     | Polen          | o                 | o                 | xo                | xxo               | 2,25     |
| 05    | Douwe Amels            | Niederlande    | o                 | o                 | o                 | xxx               | 2,21     |
| 06    | Allan Smith            | Großbritannien | –                 | xo                | xo                | xxx               | 2,21     |
| 07    | Dmitry Kroyter         | Israel         | o                 | o                 | xxo               | xxx               | 2,21     |
| 07    | Tobias Potye           | Deutschland    | o                 | o                 | xxo               | xxx               | 2,21     |
| 09    | Matúš Bubeník          | Slowakei       | o                 | o                 | xxx               |                   | 2,16     |
| 09    | Adrijus Glebauskas     | Litauen        | o                 | o                 | xxx               |                   | 2,16     |
| 09    | Jonas Kløjgaard Jensen | Dänemark       | o                 | o                 | xxx               |                   | 2,16     |
| 09    | David Smith            | Großbritannien | o                 | o                 | xxx               |                   | 2,16     |
| 13    | Andrej Skabejka        | Belarus        | o                 | xxx               |                   |                   | 2,11     |
| NM    | Eugenio Rossi          | San Marino     | xxx               |                   |                   |                   | ogV      |

### Gruppe B

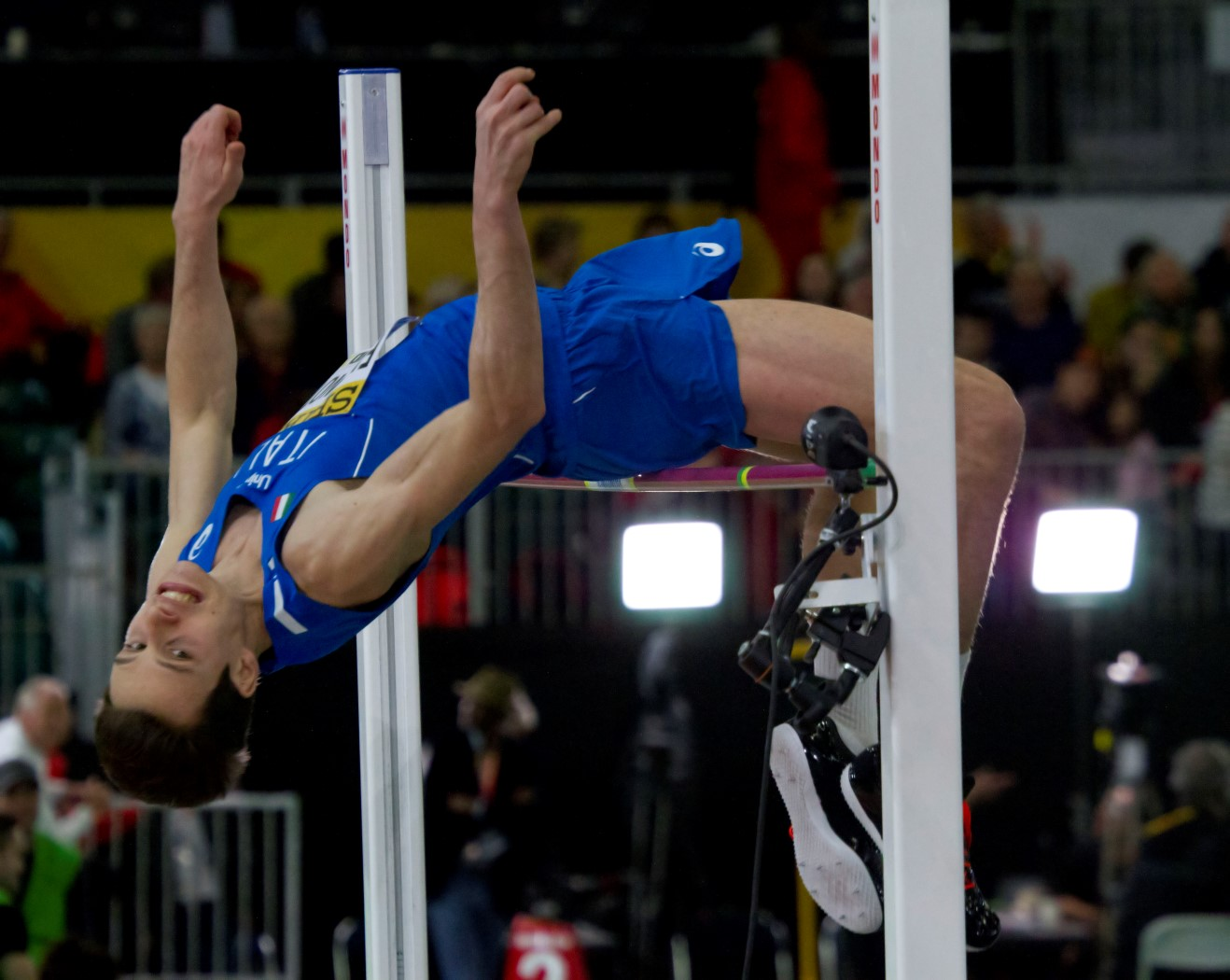
Für Marco Fassinotti war der Fehlsprung über 2,21 m ausschlaggebend für sein Ausscheiden
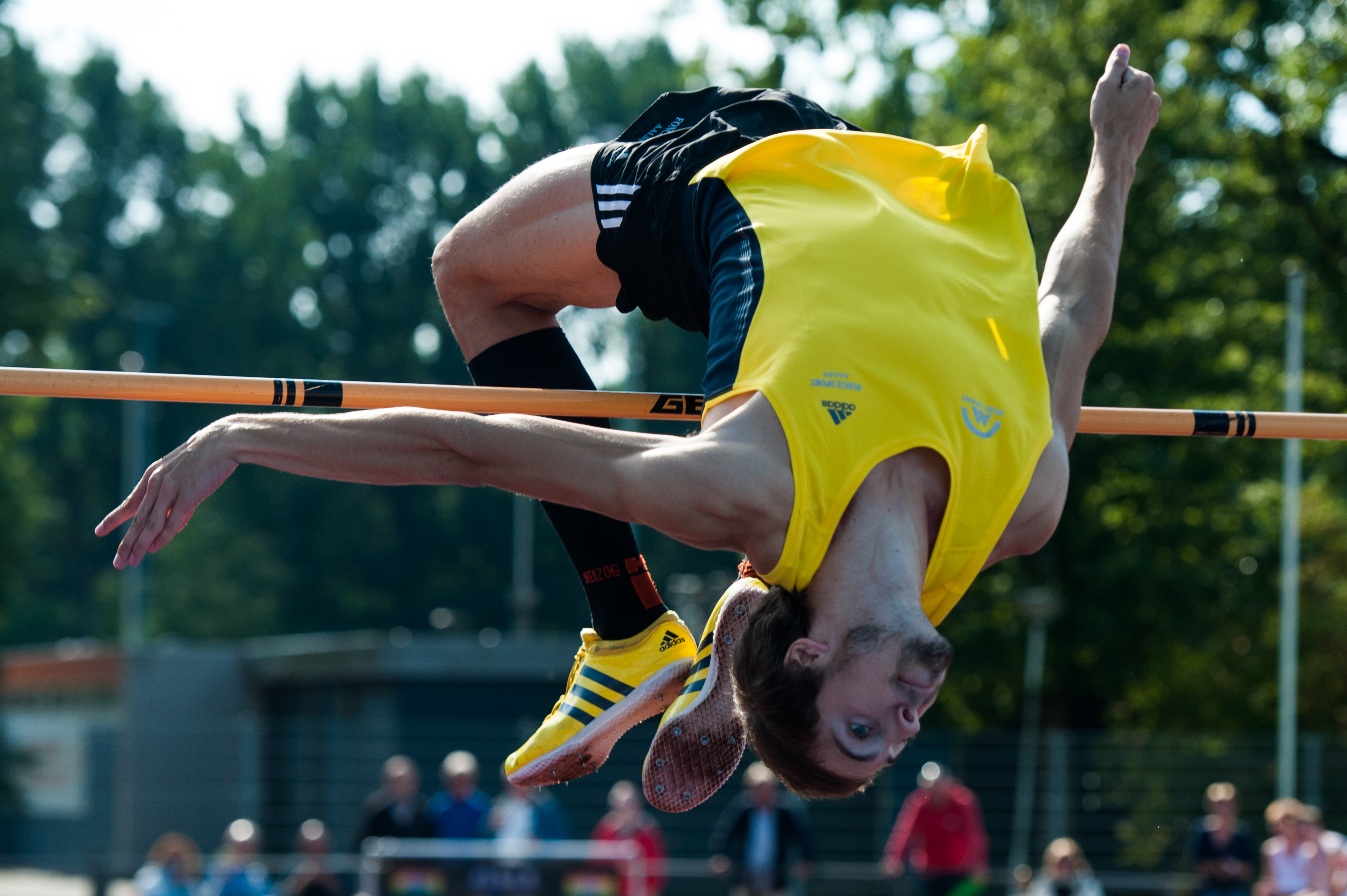
Bram Ghuys schied mit 2,16 m in der Qualifikation aus

| Platz | Athlet                | Land                        | Versuchsserie (m) | Versuchsserie (m) | Versuchsserie (m) | Versuchsserie (m) | Höhe (m) |
| Platz | Athlet                | Land                        | 2,11              | 2,16              | 2,21              | 2,25              | Höhe (m) |
| ----- | --------------------- | --------------------------- | ----------------- | ----------------- | ----------------- | ----------------- | -------- |
| 01    | Maksim Nedassekau     | Belarus                     | –                 | o                 | o                 | o                 | 2,25     |
| 02    | Andrij Prozenko       | Ukraine                     | o                 | xo                | xo                | o                 | 2,25     |
| 03    | Eike Onnen            | Deutschland                 | o                 | o                 | o                 | xo                | 2,25     |
| 04    | Alperen Acet          | Türkei                      | o                 | o                 | xo                | xo                | 2,25     |
| 04    | Ilja Iwanjuk          | Authorised Neutral Athletes | o                 | o                 | xo                | xo                | 2,25     |
| 06    | Konstandinos Baniotis | Griechenland                | –                 | o                 | o                 | xxx               | 2,21     |
| 06    | Loïc Gasch            | Schweiz                     | o                 | o                 | o                 | xxx               | 2,21     |
| 08    | Marco Fassinotti      | Italien                     | o                 | o                 | xo                | xxx               | 2,21     |
| 08    | Wiktor Lonskyj        | Ukraine                     | o                 | o                 | xo                | xxx               | 2,21     |
| 10    | Chris Baker           | Großbritannien              | o                 | o                 | xxo               | xxx               | 2,21     |
| 10    | Maciej Grynienko      | Polen                       | o                 | o                 | xxo               | xxx               | 2,21     |
| 12    | Lukáš Beer            | Slowakei                    | o                 | o                 | xxx               |                   | 2,16     |
| 13    | Bram Ghuys            | Belgien                     | xo                | o                 | xxx               |                   | 2,16     |
| 14    | Vasilios Konstantinou | Zypern                      | o                 | xxx               |                   |                   | 2,11     |

## Finale
11. August 2018, 20:00 Uhr MESZ
| Platz | Athlet                | Land                        | Versuchsserie (m) | Versuchsserie (m) | Versuchsserie (m) | Versuchsserie (m) | Versuchsserie (m) | Versuchsserie (m) | Versuchsserie (m) | Versuchsserie (m) | Höhe (m) |
| Platz | Athlet                | Land                        | 2,19              | 2,24              | 2,28              | 2,31              | 2,33              | 2,35              | 2,37              | 2,38              | Höhe (m) |
| ----- | --------------------- | --------------------------- | ----------------- | ----------------- | ----------------- | ----------------- | ----------------- | ----------------- | ----------------- | ----------------- | -------- |
|       | Mateusz Przybylko     | Deutschland                 | o                 | o                 | o                 | o                 | o                 | o                 | –                 | xxx               | 2,35 PBe |
|       | Maksim Nedassekau     | Belarus                     | o                 | o                 | xx–               | o                 | o                 | xx–               | x                 |                   | 2,33 PBe |
|       | Ilja Iwanjuk          | Authorised Neutral Athletes | o                 | o                 | o                 | o                 | xxx               |                   |                   |                   | 2,31 PB0 |
| 4     | Gianmarco Tamberi     | Italien                     | o                 | xo                | o                 | x–                | xx                |                   |                   |                   | 2,28 SB0 |
| 5     | Alperen Acet          | Türkei                      | o                 | xo                | xxx               |                   |                   |                   |                   |                   | 2,240000 |
| 5     | Andrij Prozenko       | Ukraine                     | o                 | xo                | xxx               |                   |                   |                   |                   |                   | 2,240000 |
| 7     | Sylwester Bednarek    | Polen                       | o                 | xxo               | xxx               |                   |                   |                   |                   |                   | 2,240000 |
| 8     | Douwe Amels           | Niederlande                 | o                 | xxx               |                   |                   |                   |                   |                   |                   | 2,190000 |
| 8     | Eike Onnen            | Deutschland                 | o                 | xxx               |                   |                   |                   |                   |                   |                   | 2,190000 |
| 10    | Konstandinos Baniotis | Griechenland                | xxo               | xxx               |                   |                   |                   |                   |                   |                   | 2,190000 |
| 10    | Loïc Gasch            | Schweiz                     | xxo               | xxx               |                   |                   |                   |                   |                   |                   | 2,190000 |
| NM    | Dmytro Demjanjuk      | Ukraine                     | xxx               |                   |                   |                   |                   |                   |                   |                   | ogV0000  |

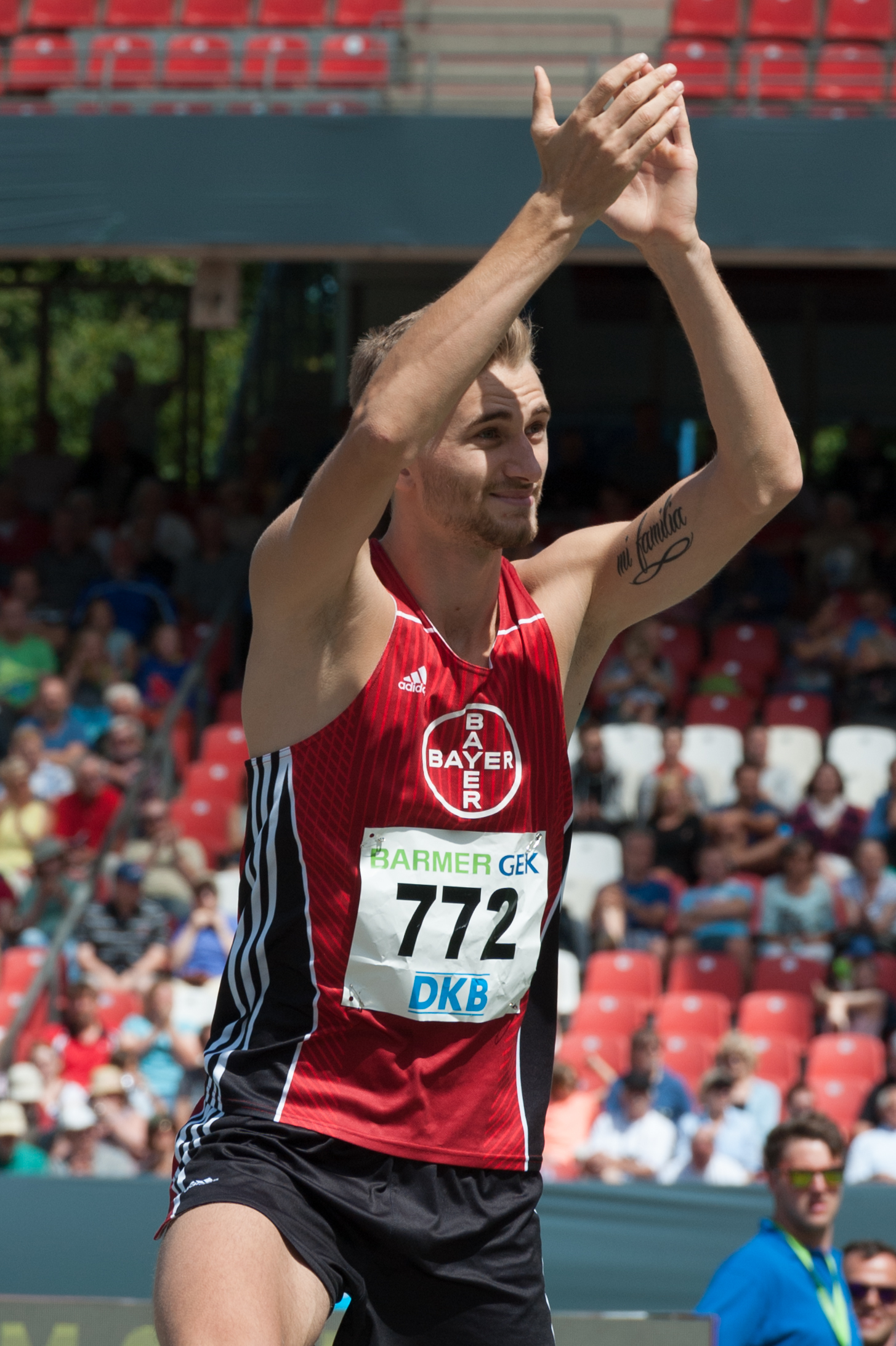
Hochsprungsieger Mateusz Przybylko

Europarekordler Bohdan Bondarenko, bester Europäer der letzten Jahre, war hier nicht unter den Teilnehmern. Zu den Favoriten gehörten in erster Linie der Weißrusse Maksim Nedassekau, der in dieser Saison mit starken Leistungen überzeugt hatte, der amtierende Europameister Gianmarco Tamberi aus Italien, der ukrainische Vizeeuropameister von 2014 Andrij Prozenko, der unter neutraler Flagge startende Ilja Iwanjuk – WM-Sechster von 2017 – und der deutsche WM-Fünfte von 2017 Mateusz Przybylko.
Bei der Sprunghöhe von 2,28 m waren noch sieben Athleten im Wettbewerb. Mit dem Türken Alperen Acet, Prozenko und dem Polen Sylwester Bednarek scheiterten hier drei von ihnen, sodass noch vier Hochspringer um die Medaillen kämpften, als 2,31 m aufgelegt wurden. Ohne jeden Fehlversuch führten Przybylko und Iwanjuk das Feld an. Tamberi hatte einen Fehlsprung bei 2,24 m zu Buche stehen. Nedassekau hatte 2,28 m zweimal gerissen und sich seinen letzten Versuch für 2,31 m aufgespart. Das gelang ihm, sodass er weiterhin zu den Medaillenkandidaten gehörte. Przybylko und Iwanjuk waren mit ihren jeweils ersten Sprüngen erfolgreich, während sich Tamberi nach einem Fehlversuch dazu entschied, mit seinen beiden verbleibenden Versuchen bei 2,33 m weiterzumachen, die nun aufgelegt wurden. Das gelang dem Italiener nicht. Er riss zweimal und so belegte Gianmarco Tamberi den vierten Platz. Auch für Ilja Iwanjuk waren 2,33 m an diesem Tag zu hoch. Er scheiterte dreimal und hatte damit die Bronzemedaille gewonnen.
Für Przybylko und Nedassekau ging es dagegen weiter. Beide übersprangen 2,33 m mit ihren jeweils ersten Anläufen. Für sie ging es nun um Gold und Silber. Wieder wurde die Sprunghöhe um zwei Zentimeter auf nun 2,35 m gesteigert. Auch hier blieb Przybylkos weiße Weste bestehen, er nahm die Höhe mit seinem ersten Sprung. Nedassekau hatte dagegen zwei Fehlversuche und hob sich seinen verbleibenden Sprung wie schon bei 2,28 m für die nächste Höhe auf. Diesmal allerdings war der Weißrusse nicht erfolgreich. An 2,37 m scheiterte Maksim Nedassekau und war damit Gewinner der Silbermedaille. Przybylko hatte die Höhe ausgelassen und ließ nun 2,38 m auflegen. Er riss zwar dreimal, aber Mateusz Przybylko war mit seinen übersprungenen 2,35 m der neue Europameister.

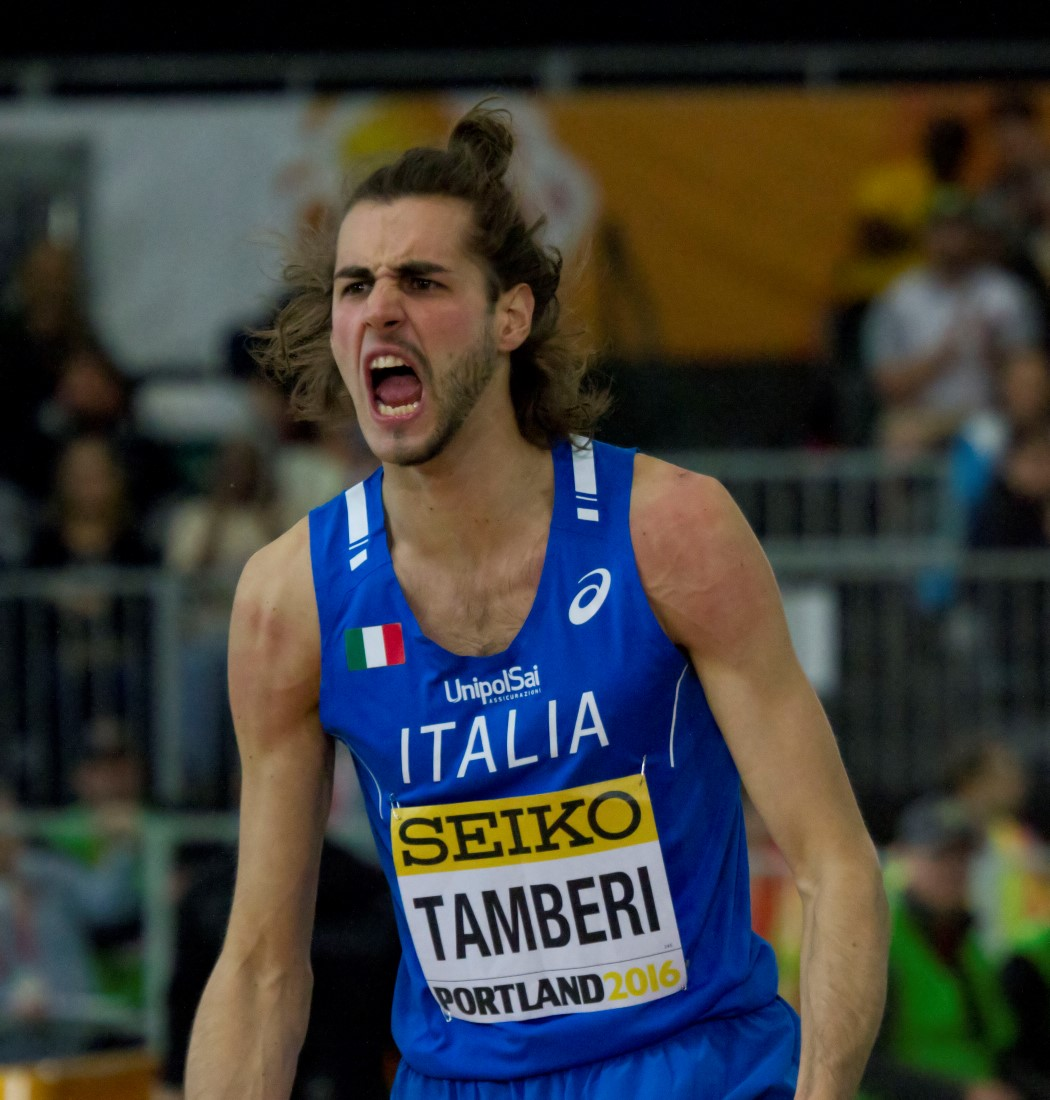
Der viertplatzierte Gianmarco Tamberi
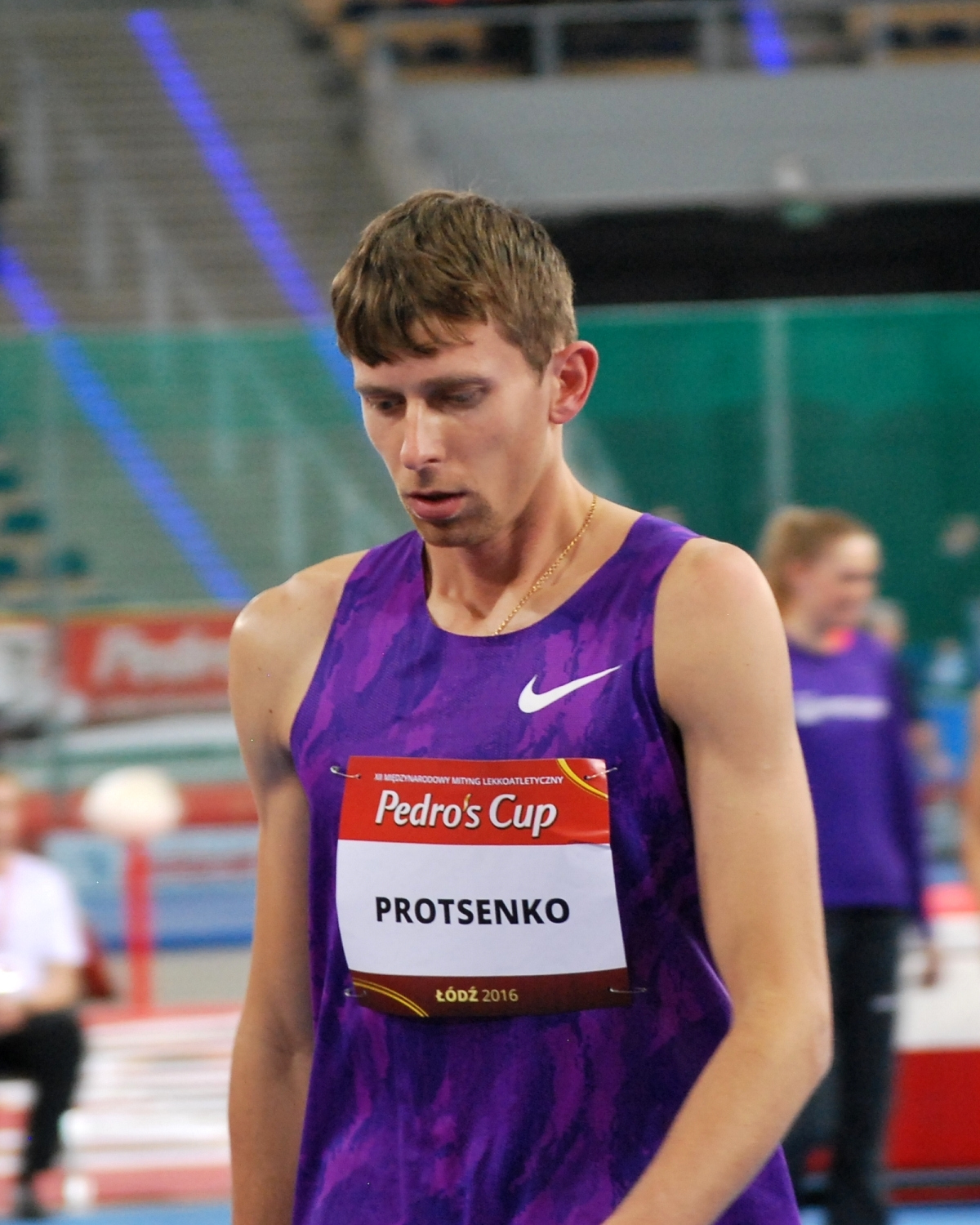
Rang fünf für Andrij Prozenko
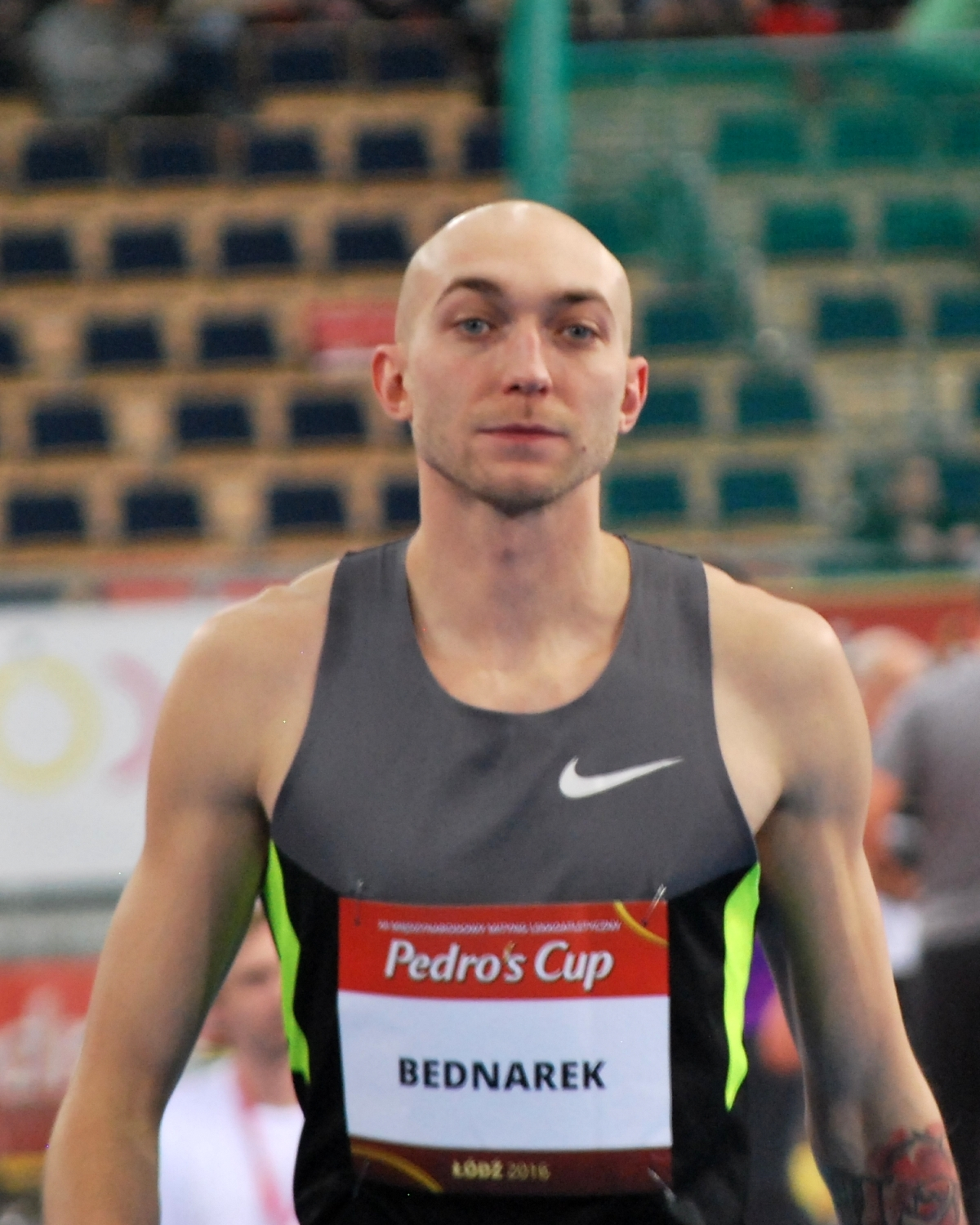
Sylwester Bednarek kam auf den siebten Platz

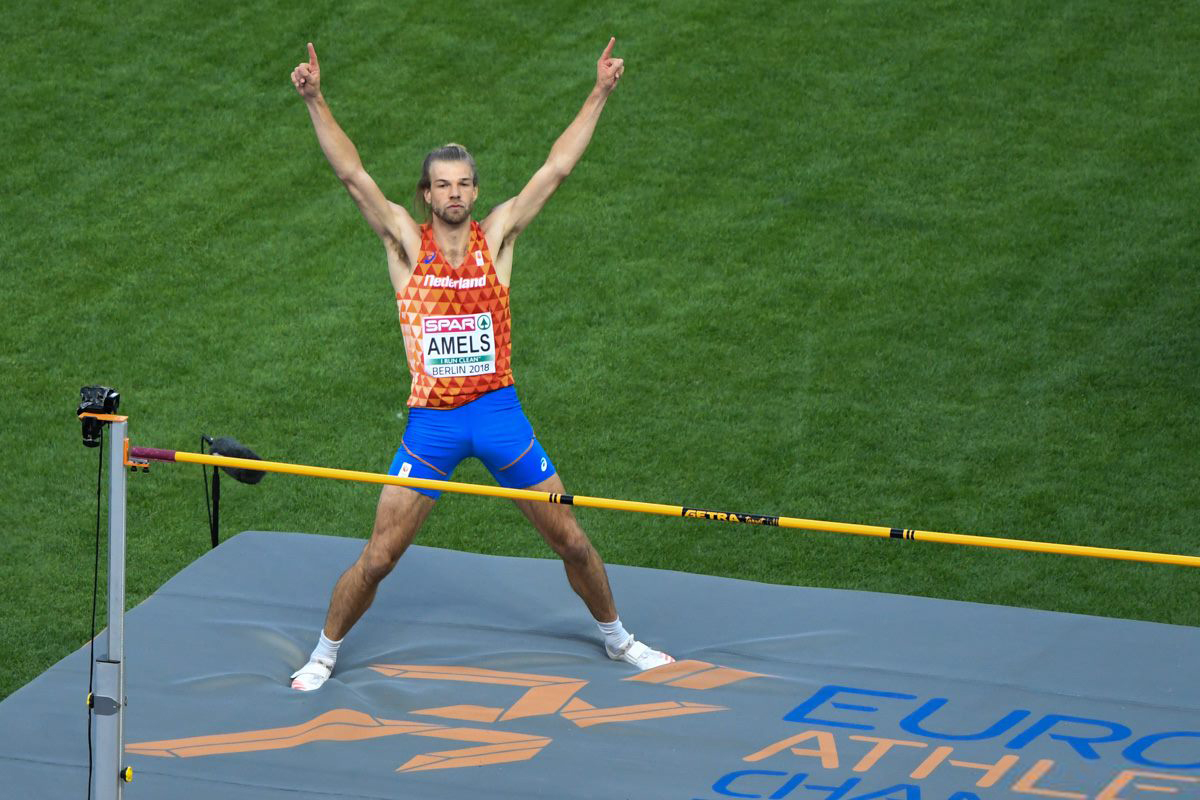
Douwe Amels belegte den geteilten Rang acht
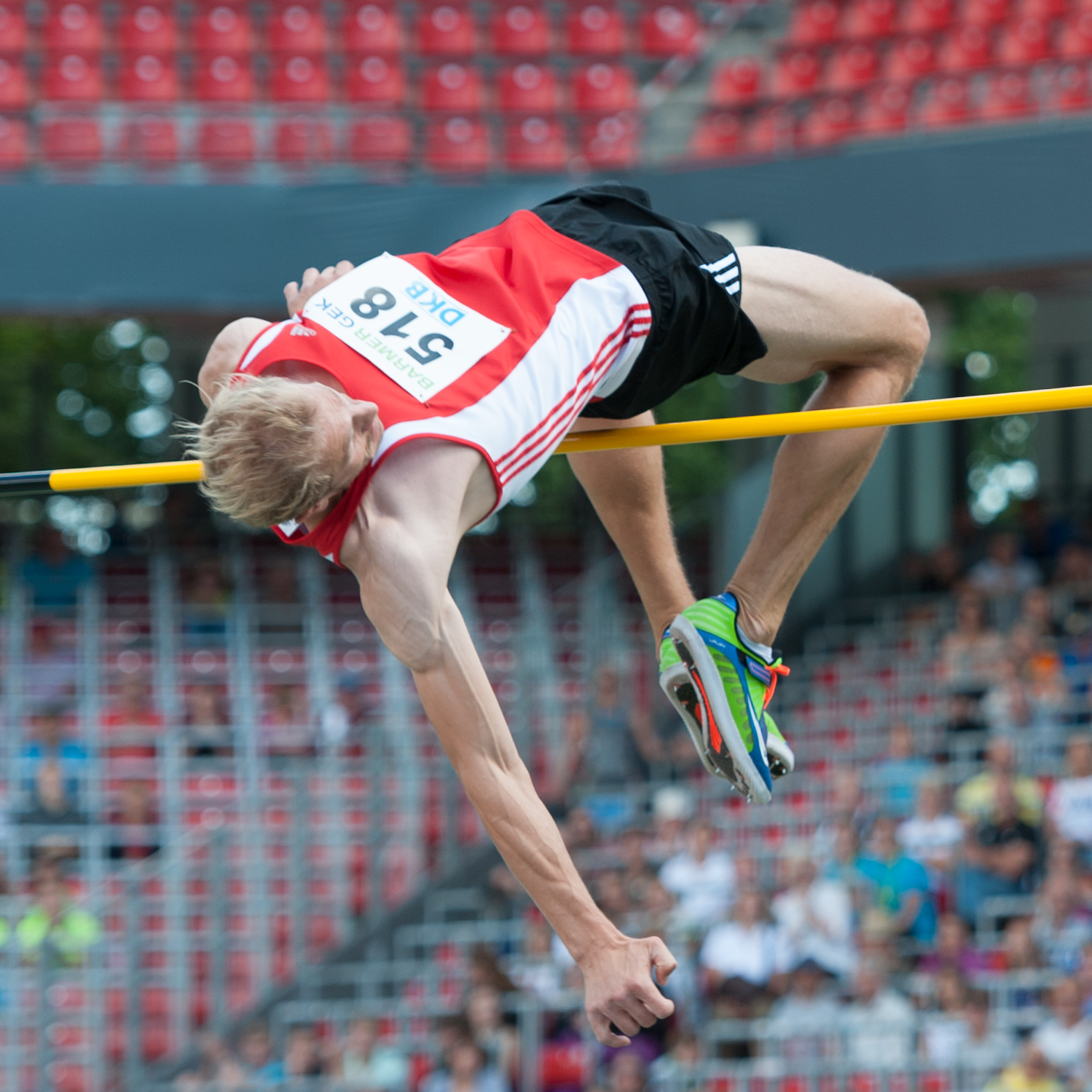
Eike Onnen, wurde ebenfalls Achter
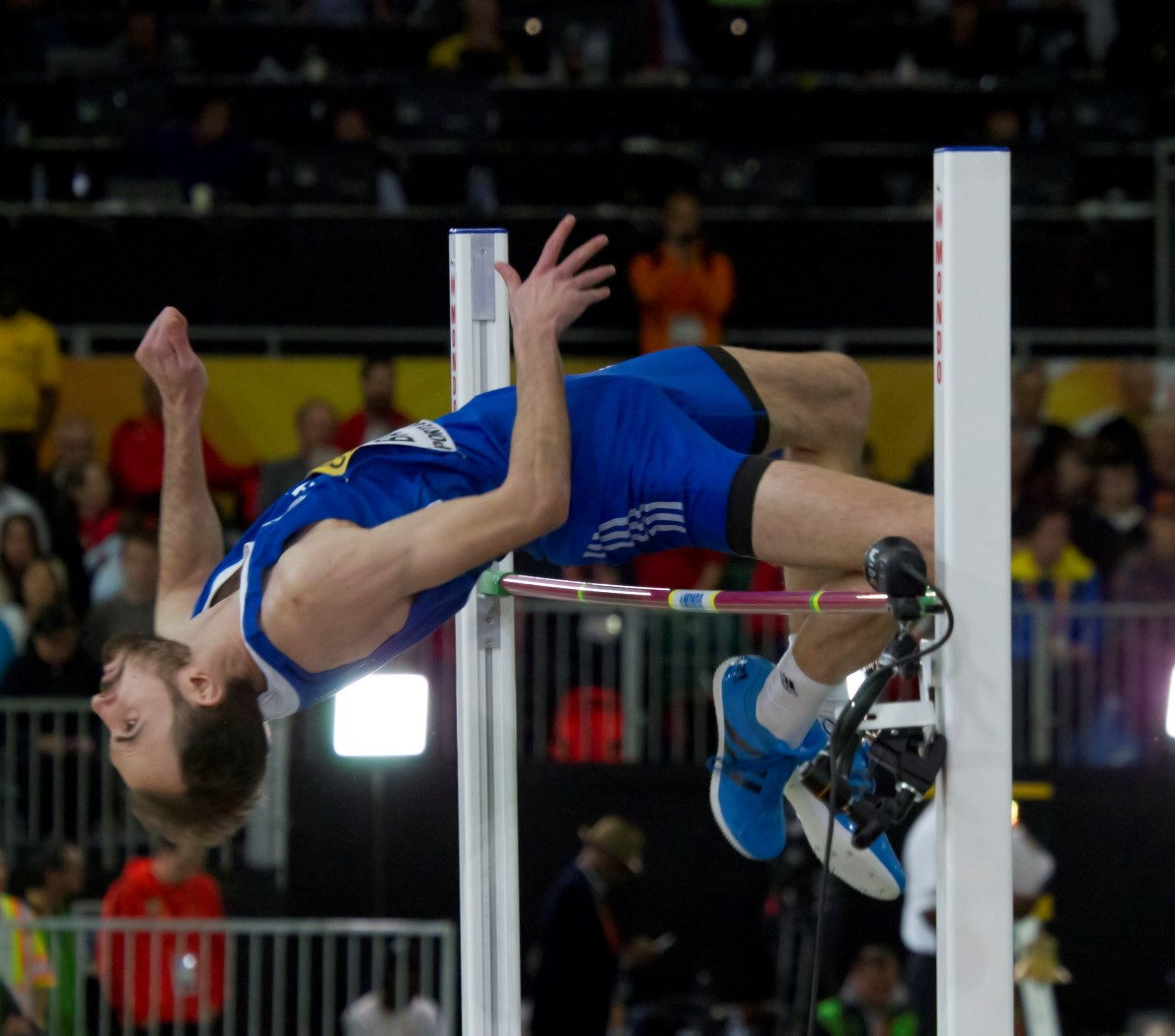
Konstandinos Baniotis erreichte den geteilten zehnten Platz